# Dieu n'est pas mort (série de films)
Pour les articles homonymes, voir Dieu n'est pas mort.
Série Dieu n'est pas mort
Pour plus de détails, voir Fiche technique et Distribution.
La série de films Dieu n'est pas mort (anglais : God's Not Dead) se compose de films dramatiques américains de fiction chrétienne, basés sur le livre du même nom écrit par Rice Broocks. L'intrigue globale est centrée sur un pasteur chrétien nommé Révérant David « Dave » Hill, qui plaide pour la réalité de Dieu à travers un certain nombre d'événements, dans une société moderne. Les personnages principaux de la série sont souvent contraints de présenter des preuves de leurs convictions.
Les films ont été accueillis globalement par une critique négative,,, mais étaient populaires auprès du public chrétien, et ont eu du succès au box-office,,,.

## Origine
Le livre chrétien évangélique de 2015 de Rice Broocks intitulé God's Not Dead: Evidence for God in an Age of Uncertainty, sert d'inspiration pour les films God's Not Dead. Publié par Thomas Nelson Publishing, le livre est présenté par l'auteur d'une manière autonome, et plaide pour la croyance en Jésus et la Sainte Bible. Le livre encourage les chrétiens à rester fermes dans leurs croyances et à ne pas avoir peur d’en parler avec les autres dans la société. La place de la Bible figure dans l'intrigue de la série de films.

## Films
| Film                                                | Date de sortie | Réalisateur  | Scénariste(s)                   | Histoire par                    | Producteur(s)                                                                       |
| --------------------------------------------------- | -------------- | ------------ | ------------------------------- | ------------------------------- | ----------------------------------------------------------------------------------- |
| Dieu n'est pas mort                                 | 21 mars 2014   | Harold Cronk | Chuck Konzelman et Cary Solomon | Chuck Konzelman et Cary Solomon | Michael Scott, David AR White, Russell Wolfe et Anna Zielinski                      |
| Dieu n'est pas mort 2 : Il est sûrement vivant      | 1er avril 2016 | Harold Cronk | Chuck Konzelman et Cary Solomon | Chuck Konzelman et Cary Solomon | Michael Scott, David AR White, Russell Wolfe, Elizabeth Travis et Brittany Lefebvre |
| Dieu n'est pas mort : une lumière dans les ténèbres | 30 mars 2018   | Michel Mason | Michel Mason                    | Michel Mason                    | Michael Scott, David AR White, Elizabeth Travis, Brittany Yost et Alysoun Wolfe     |
| Dieu n'est pas mort : nous, le peuple               | 4 octobre 2021 | Vance Null   | Tommy Blaze                     | Cary Salomon                    | Brent Ryan Green et Anna Zielinski                                                  |
| Dieu n'est pas mort : Rise Up                       | 2023           | Harold Cronk | À venir                         | À venir                         | David AR White                                                                      |

### Dieu n'est pas mort(2014)
Un étudiant nommé Josh Wheaton qui cherche à atteindre un enseignement supérieur en poursuivant ses études, découvre que sa foi chrétienne l'amène à une confrontation avec son professeur de philosophie. L'enseignant nommé professeur Radisson, commence le cours en faisant signer à chaque élève un document qui nie l'existence de Dieu. Lorsque Josh refuse de dénoncer ses convictions, le professeur décide qu'un débat entre eux deux déterminera sa note finale. Si toute la classe est convaincue par les déclarations de Josh, il peut réussir le cours. Si la classe n'est pas convaincue, son avenir scolaire risque d'être compromis.
Alors que Josh essaie de se préparer pour cet événement en classe, plusieurs autres personnes luttent avec leurs propres obstacles qui semblent les éloigner de leur foi en Jésus-Christ. Avec l'aide du chef de son église, le révérend David « Dave » Hill, Josh se prépare pour la mission. En cours de route, il pense que la conversation avec son professeur d'université a un objectif plus élevé que simplement réussir le cours,,,,,.

### Dieu n'est pas mort 2: Il est sûrement vivant(2016)
Une jeune lycéenne nommée Brooke Thawley est en train d'accepter le décès de son frère. Bien que ses parents aient élevé la famille dans un milieu athée, elle continue de se poser des questions sur l'existence d'une vie après la mort. Elle est impressionnée par la disposition positive de son professeur d'histoire nommé Grace Wesley, qui est toujours joyeuse. Lors d'une conversation en tête-à-tête après les cours avec son professeur, Mme Wesley partage avec elle que la croyance en un Sauveur lui donne un but.
Lorsque l'Armée du Salut vient à la maison après que ses parents aient décidé de faire don de ses affaires, Brooke est surprise de découvrir qu'il avait étudié la Sainte Bible. Alors qu'elle cherche la présence de son frère, elle aussi commence à lire ses pages. Un jour, dans son cours d'histoire, la leçon est centrée sur les enseignements du Mahatma Gandhi et du révérend Martin Luther King Jr. et leurs sacrifices respectifs pour leurs croyances. Brooke lève la main et pose des questions sur les parallèles entre ces personnages historiques et les enseignements de Jésus-Christ. Comme Grace sait ce que Brooke a traversé dans sa vie personnelle, elle reconnaît les similitudes et cite quelques lignes d'Écritures pour souligner les réalisations de la fille. Un autre élève de la classe enregistre l'interaction à l'aide de son téléphone portable et dit à quelqu'un d'autre que l'enseignant a prêché dans la classe. De bouche à oreille, l'incident est relayé au directeur de l'école. Grace est appelée au bureau et fait l'objet de mesures disciplinaires, et est mise en congé administratif, pendant que l'école enquête sur la situation. Lors de sa prochaine réunion, elle reçoit un accord de plaidoyer de la commission scolaire, où elle conservera son emploi en s'excusant d'avoir partagé ces écritures en classe. Grace considère cela comme une dénonciation de ses croyances et soutient qu'elle n'a rien fait de mal en reconnaissant la question de son élève. Le conseil d'administration choisit de renvoyer l'incident devant les tribunaux, où elle devra se battre légalement pour conserver son emploi.
Alors que Grace se prépare pour le procès en engageant un avocat par l'intermédiaire d'un syndicat d'enseignants, le procureur tente d'assigner à comparaître les sermons de tous les prédicateurs locaux. De plus, le procureur approche les parents de Brooke avec l'option que s'ils témoignent contre son professeur, apparaissant comme des exemples qu' « il n'y a pas de divinité omnisciente », ils veilleront à ce que la fille obtienne un financement pour ses études Universitaires. Lorsque le procès commence, Grace défend sa liberté d'expression et les avocats de la défense soutiennent que la discussion qui a eu lieu en classe était un exemple d'analyse historique de Jésus, par opposition à une analyse purement évangélique. Le révérend David Hill est approché avec une demande de publication de ses sermons aux procureurs. Il refuse leur demande, entraînant son éventuelle arrestation par les autorités de l'État.
Lorsque Brooke décide de prendre position en tant que témoin en faveur des intentions de son professeur, la jeune lycéenne découvre que sa nouvelle foi signifie quelque chose de plus car elle doit défendre ses convictions devant un tribunal,,,,,,,.

### Dieu n'est pas mort: une lumière dans les ténèbres(2018)
Après un certain temps, le révérend David Hill est libéré de son incarcération à la suite de son refus aux autorités judiciaires de divulguer ses documents évangéliques. La controverse entourant son arrestation déclenche des discussions sur le campus, pour fermer l'église Saint-Jacques et convertir le bâtiment en une extension d'école laïque. Alors que le conseil scolaire vote en faveur de la fermeture de l'église, le révérend. Dave et  le révérend. Jude Mbaye tente de les convaincre du contraire. Lorsque cela s'avère infructueux, ils ont la possibilité de poursuivre le collège. Un étudiant nommé Adam qui est irrité par sa récente rupture avec sa petite amie jette une brique dans la fenêtre de l'église, déclenchant involontairement un incendie qui détruit presque la construction et tue Jude qui était à l'intérieur à l'époque.
David cherche l'aide de son ex-frère Pearce, un avocat athée prospère. Son frère ne croit pas que l'affaire vaille la peine de se battre et essaie de convaincre le révérend Dave du résultat improbable. Accablé de culpabilité, Adam avoue le feu par SMS. Le jeune homme est arrêté et doit être jugé pour crime. Alors que David recherche des conseils divins, il doit décider s'il faut abandonner les accusations ou si les erreurs de l'étudiant doivent se terminer par son emprisonnement; tout en recevant des inspirations spirituelles que l'église St. James n'est peut-être pas la réponse à ses responsabilités ecclésiastiques,,,,,,.

### Dieu n'est pas mort: nous le peuple(2021)
Un groupe de familles choisit de commencer l'enseignement à domicile de leurs enfants, à la suite d'un sermon de leur pasteur local. Après la visite inopinée d'un travailleur social, les parents se retrouvent en désaccord avec la loi, lorsque le représentant décide que ce qui est enseigné à la maison n'est pas suffisant. Citant les normes fondamentales de l'État, un juge local donne au groupe une semaine pour développer une affaire judiciaire qu'ils présenteront devant un tribunal  à Washington DC où ils doivent montrer que leurs études à domicile sont adéquates pour répondre aux exigences; sinon, les enfants devront retourner à l'école publique. Au fur et à mesure que les parents développent leur cas, divers autres dirigeants d'églises s'impliquent, dont le révérend David Hill.
Pris au dépourvu par ce qu'il croit être une ingérence du gouvernement dans leurs libertés personnelles, le Rév. Hill trouve qu'il est déterminé à aider ces familles à prouver qu'elles sont libres d'enseigner à leurs enfants comme elles le souhaitent et à éclairer le Congrès sur le fait que dans les États-Unis d'aujourd'hui, Dieu est toujours présent et pertinent,,,,.

### Dieu n'est pas mort: Rise Up(2023)
En septembre 2022, il a été annoncé qu'un cinquième volet de la série de films était en développement et officiellement intitulé, God's Not Dead: Rise Up. Réalisé par Harold Crank, la prémisse suivra le révérend David « Dave » Hill alors qu'il se présente aux élections dans une campagne contre un opposant qui cherche à retirer la religion de la politique publique ; et le révérend commence à s'interroger : « Est-ce que Dieu est mort dans la politique américaine ? ».
David AR White reprendra son rôle principal en plus de servir de producteur, tandis que Dean Cain, Isaiah Washington, Ray Wise, Cory Oliver et Brad Heller reviendront dans leurs rôles respectifs. La production devrait commencer au cours des derniers mois de 2022, en Caroline du Sud. Le projet sera une production de Pinnacle Peak Pictures et sera distribué par Pure Flix. Le film devrait sortir en 2023,.